# Goole

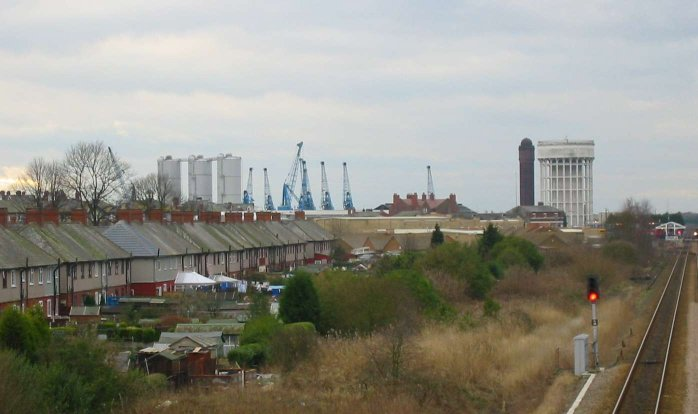
Goole

Goole ist eine Hafenstadt in East Riding of Yorkshire im Osten Englands. Sie liegt nahe der Mündung der Ouse in den Humber.
Im Jahr 2001 hatte die Stadt 17.600 Einwohner. Goole ist unter anderem Partnerstadt von Rostock.
Die bekanntesten Wahrzeichen Gooles sind die zwei nebeneinander stehenden Wassertürme der Stadt. Der ältere 1885 aus Ziegeln entstandene Turm wurde später durch einen aus Beton gebauten größeren Turm ergänzt. Letzterer war bei seiner Fertigstellung im Jahr 1927 der größte seiner Art in Europa. Die beiden Türme werden aufgrund ihrer Form "Salz- und Pfefferstreuer" (salt and pepper pots) genannt.
In Goole errichtet Siemens Mobility einen neuen Produktionsstandort für Schienenfahrzeuge. Dort sollen neue Triebwagen für London Underground gebaut werden.

## Partnerstädte
- Rostock
- Złotów

## Söhne und Töchter der Stadt
- Gavin Bryars (* 1943), Komponist und Kontrabassist
- Nigel Adams (* 1966), Rechtsanwalt und Politiker
- Nicky Featherstone (* 1988), Fußballspieler